# Alondra Carrillo
Alondra Carrillo Vidal (1991) es una psicóloga, política y feminista chilena, que se desempeñó como integrante de la Convención Constitucional de Chile en representación del distrito n° 12, desde julio de 2021.
Es psicóloga de la Pontificia Universidad Católica de Chile (PUC). Vive en La Florida y forma parte de la Coordinadora Feminista 8M, donde fue vocera entre 2018 y 2020. Se ha desempeñado como psicóloga clínica y cursa un posgrado en filosofía política.

## Carrera política

### Convencional constituyente
El 27 de agosto de 2021 fue una de las fundadoras de «Movimientos Sociales Constituyentes», agrupación de convencionales que busca articular el trabajo de dichos representantes en la Convención Constitucional.

## Historial electoral

### Elecciones de convencionales constituyentes de 2021
- Elecciones de convencionales constituyentes de 2021, para convencional constituyente por el distrito N.º 12 (La Florida, Puente Alto, Pirque, La Pintana y San José de Maipo).[4]

| Candidato                     | Pacto                                     | Partido | Votos  | %     | Resultado                  |
| ----------------------------- | ----------------------------------------- | ------- | ------ | ----- | -------------------------- |
| Benito Baranda Ferran         | Independientes por una Nueva Constitución | ILYV    | 47 217 | 12,69 | Convencional Constituyente |
| Beatriz Sánchez Muñoz         | Apruebo Dignidad                          | ILYQ    | 28 265 | 7,59  | Convencional Constituyente |
| Alondra Carrillo Vidal        | Voces Constituyentes                      | ILT     | 22 993 | 6,18  | Convencional Constituyente |
| Giovanna Grandón Caro         | La Lista del Pueblo Distrito 12           | ILYL    | 20 979 | 5,64  | Convencional Constituyente |
| Rafael Sotomayor Narbona      | La Lista del Pueblo Distrito 12           | ILYL    | 19 442 | 5,22  |                            |
| Macarena Venegas Tassara      | Vamos por Chile                           | ILXP    | 17 480 | 4,70  |                            |
| Bastián Bodenhöfer Alexander  | Apruebo Dignidad                          | ILYQ    | 16 078 | 4,32  |                            |
| María Luisa Cordero Velásquez | Vamos por Chile                           | ILXP    | 15 095 | 4,06  |                            |
| Manuel José Ossandón Lira     | Vamos por Chile                           | ILXP    | 13 845 | 3,72  | Convencional Constituyente |
| María Soledad Cisternas Reyes | Independientes por una Nueva Constitución | ILYV    | 12 761 | 3,43  |                            |
| Camila Cartes Cordero         | La Lista del Pueblo Distrito 12           | ILYL    | 12 490 | 3,36  |                            |
| Bárbara Figueroa Sandoval     | Apruebo Dignidad                          | PCCh    | 10 153 | 2,73  |                            |
| Bernardita Paul Ossandón      | Vamos por Chile                           | RN      | 9 298  | 2,50  |                            |
| Romanina Morales Baltra       | Lista del Apruebo                         | PS      | 4 663  | 1,25  |                            |
| Hernán Palma Pérez            | Partido Humanista                         | PH      | 4 215  | 1,13  |                            |
| Marcela Mella Ortiz           | Apruebo Dignidad                          | ILYQ    | 3 712  | 1,00  |                            |
| Juan José Martin Bravo        | Independientes por una Nueva Constitución | ILYV    | 2 709  | 0,73  | Convencional Constituyente |